# Jaskinia przy Wielkim Okapie
Jaskinia przy Wielkim Okapie, Schronisko przy Wielkim Okapie, Jaskinia na Pazurku – jaskinia w Zubowych Skałach w rezerwacie przyrody Pazurek na Wyżynie Olkuskiej będącej częścią Wyżynie Krakowsko-Częstochowskiej. Znajduje się w pobliżu kolonii Pazurek w województwie małopolskim, w powiecie olkuskim, w gminie Olkusz.

## Opis obiektu
Jaskinia znajduje się w skale Główny Mur po wschodniej stronie drogi, którą prowadzi szlak turystyczny. W skale tej jest wielki okap. Po jego lewej stronie znajdują się pod innym okapem o kilkumetrowej długości dwa otwory jaskini oddzielone filarkiem. Za nimi jest niewielka salka przechodząca w wąski korytarz na szczelinie skalnej. Dno salki i korytarzyka stromo opada ku otworom. Przykryte jest skalnym gruzem i glebą, są też na nim dużej wielkości głazy. Z końcowej części salki ku górze odchodzi komin o wysokości 9 m. Ma szerokość 0,7–1,5 m i lite ściany w kilku miejscach z zaklinowanymi głazami. Jego przejście wymaga wspinaczki metodami klasycznymi. Wyprowadza otworem na powierzchnię pomiędzy głazami zawaliska. Na wysokości 7 m nad dnem salki odchodzą boczne korytarzyki tworzące górne piętro jaskini. Wąski korytarzyk prowadzący na północny wschód utworzył się na tej samej szczelinie co komin. Początkowo ma wysokość 2 m, ale potem obniża się i przechodzi w niedostępną szczelinę ze śladami rozmyć i zwietrzałym mlekiem wapiennym na ścianach.
U podstawy komina jest opadająca szczelina do dolnego piętra jaskini. Na jej dnie jaskinia osiąga największą głębokość.
Jaskinia powstał w późnojurajskich wapieniach skalistych na pionowych pęknięciach. Ma trzy piętra, górne i środkowe połączone są pionowym kominem. Dno pokryte skalnymi blokami i drobniejszym gruzem. Nacieki ubogie, tylko w postaci zwietrzałego mleka wapiennego w korytarzyku górnego piętra. Jest silnie przewiewna i poddana całkowicie wpływom środowiska zewnętrznego. Widne są tylko jej fragmenty przy otworze głównym. Tutaj też na ścianach rozwijają się glony. Wewnątrz jaskini obserwowano pająki. Duża liczba kokonów sieciarza jaskiniowego znajduje się w korytarzu górnego piętra.

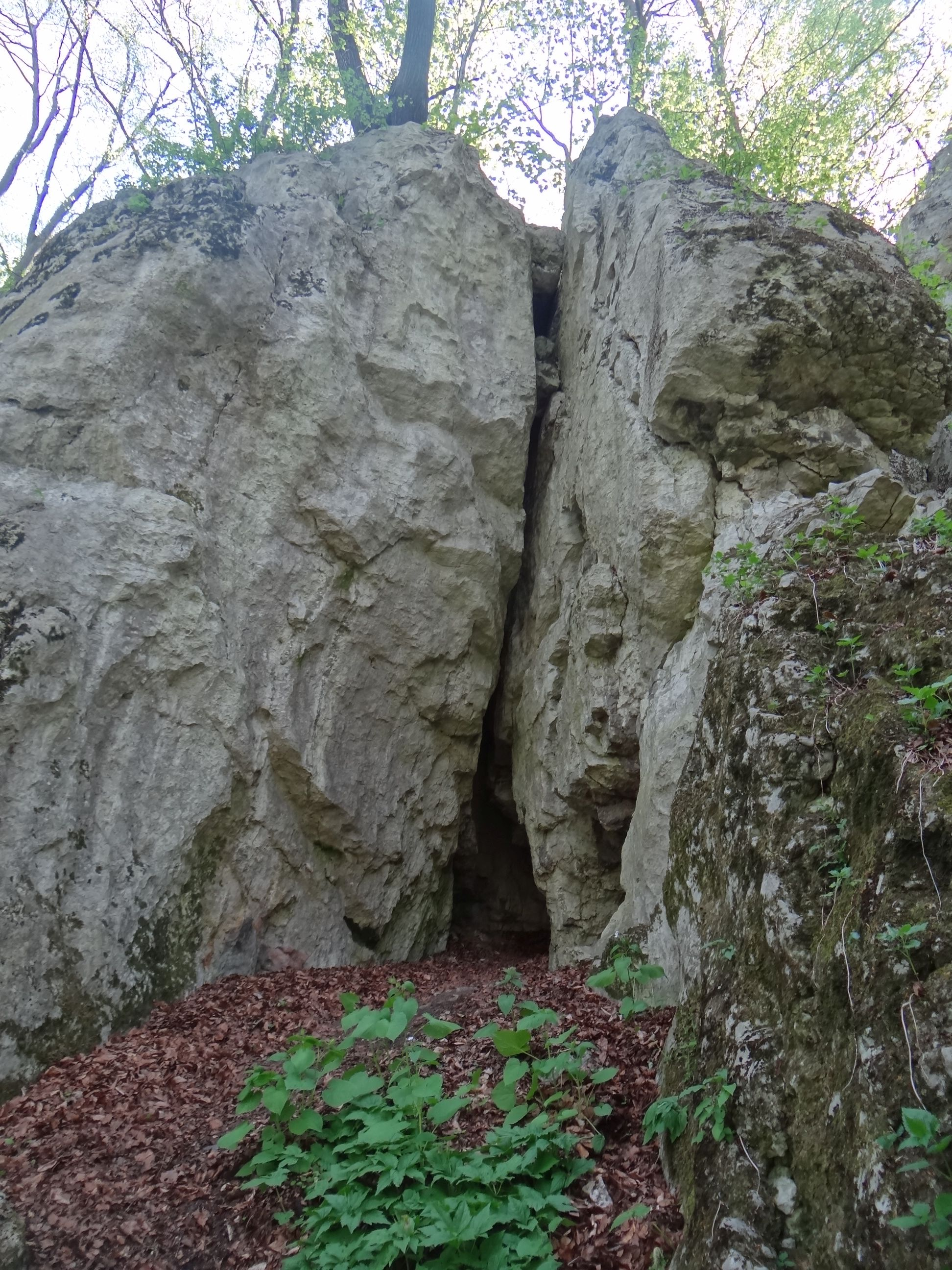
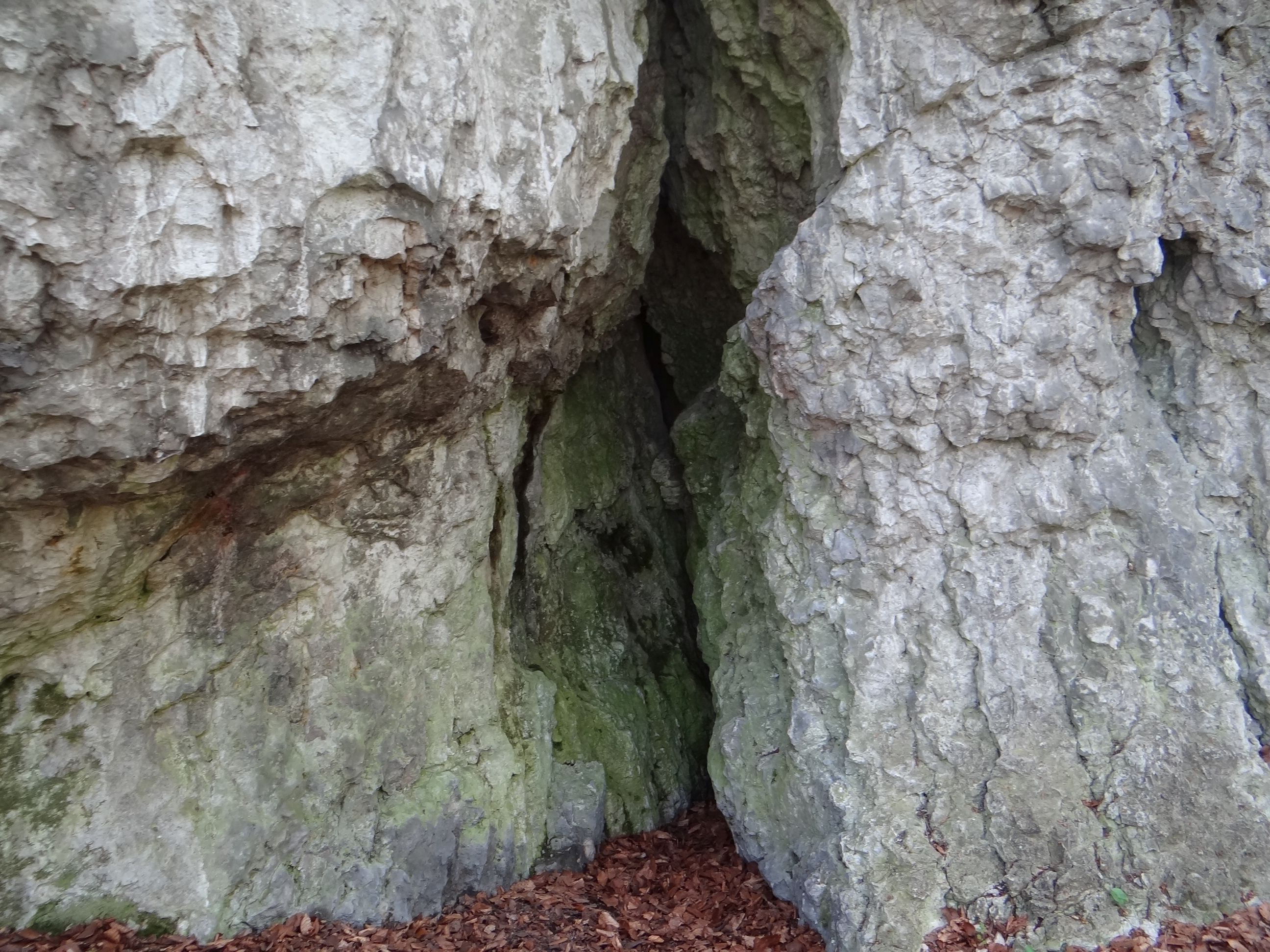
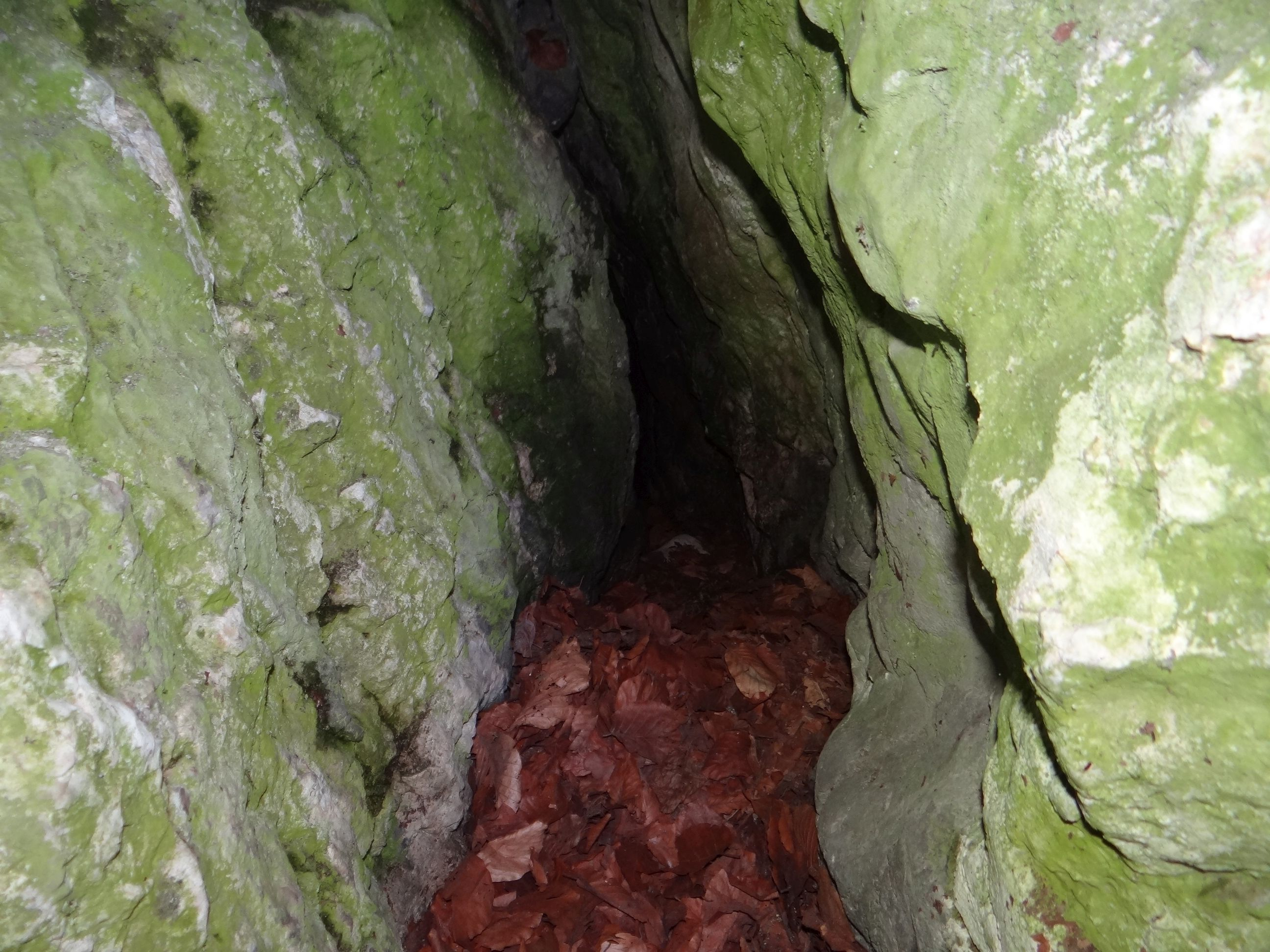
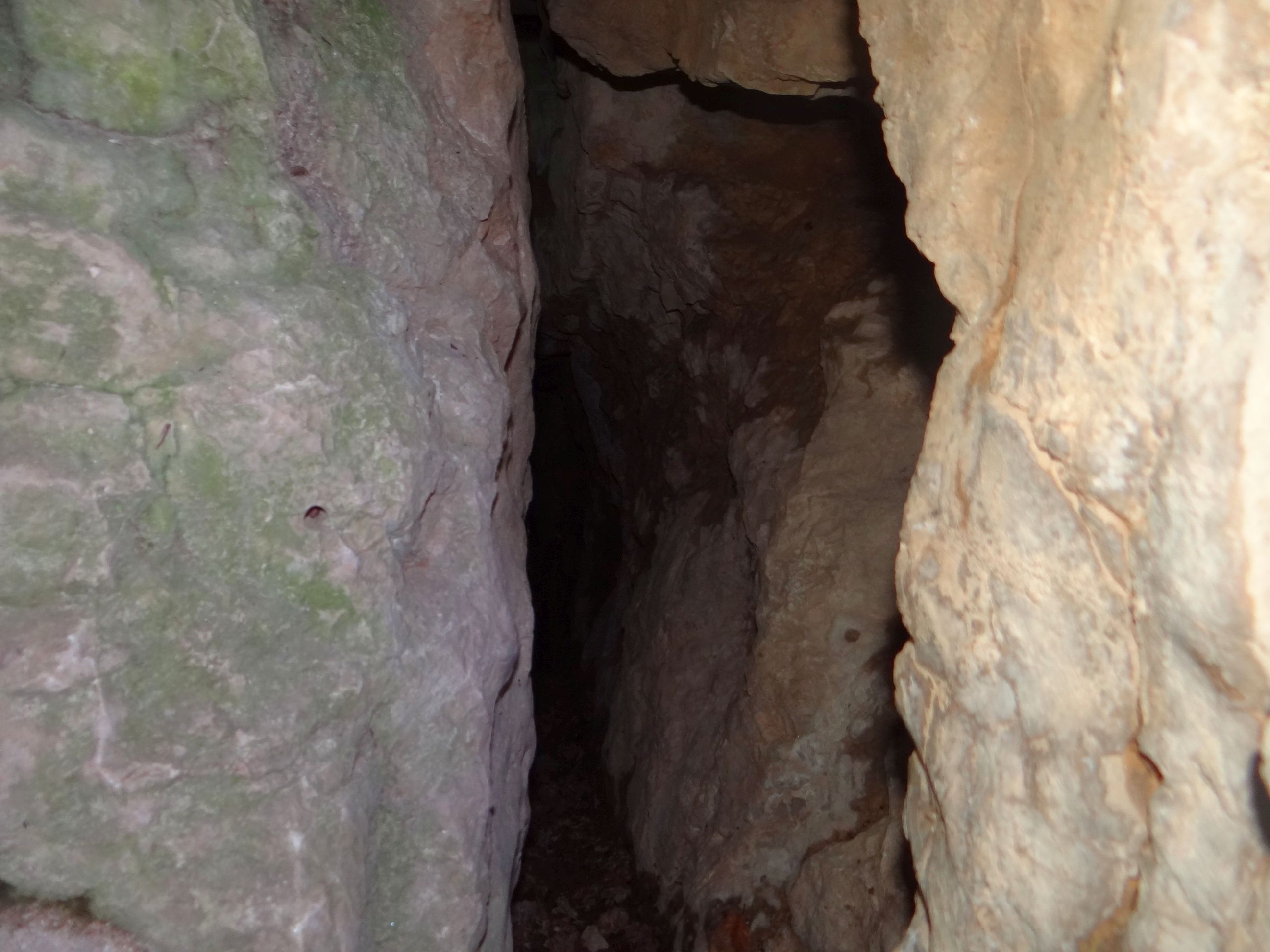
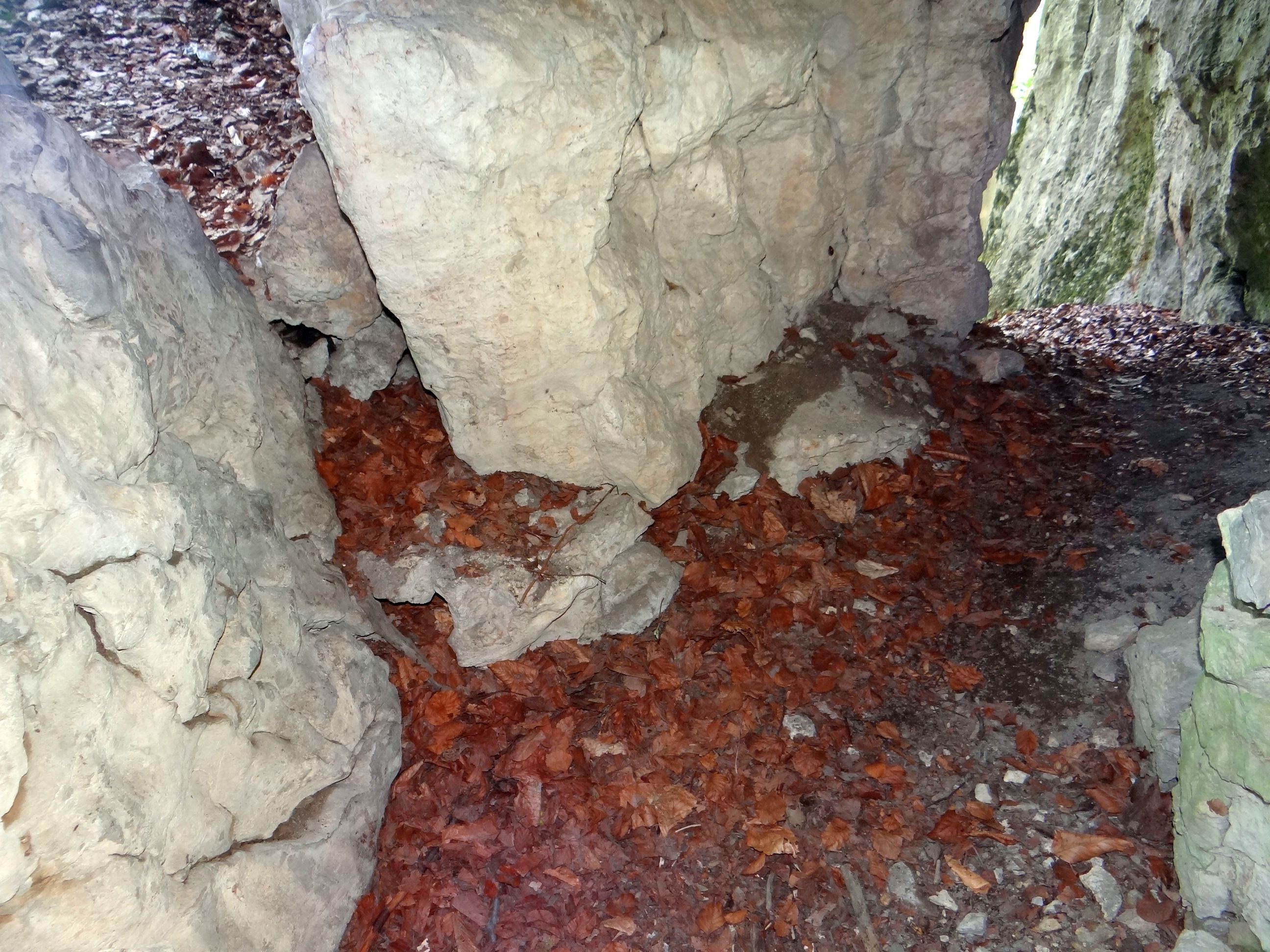
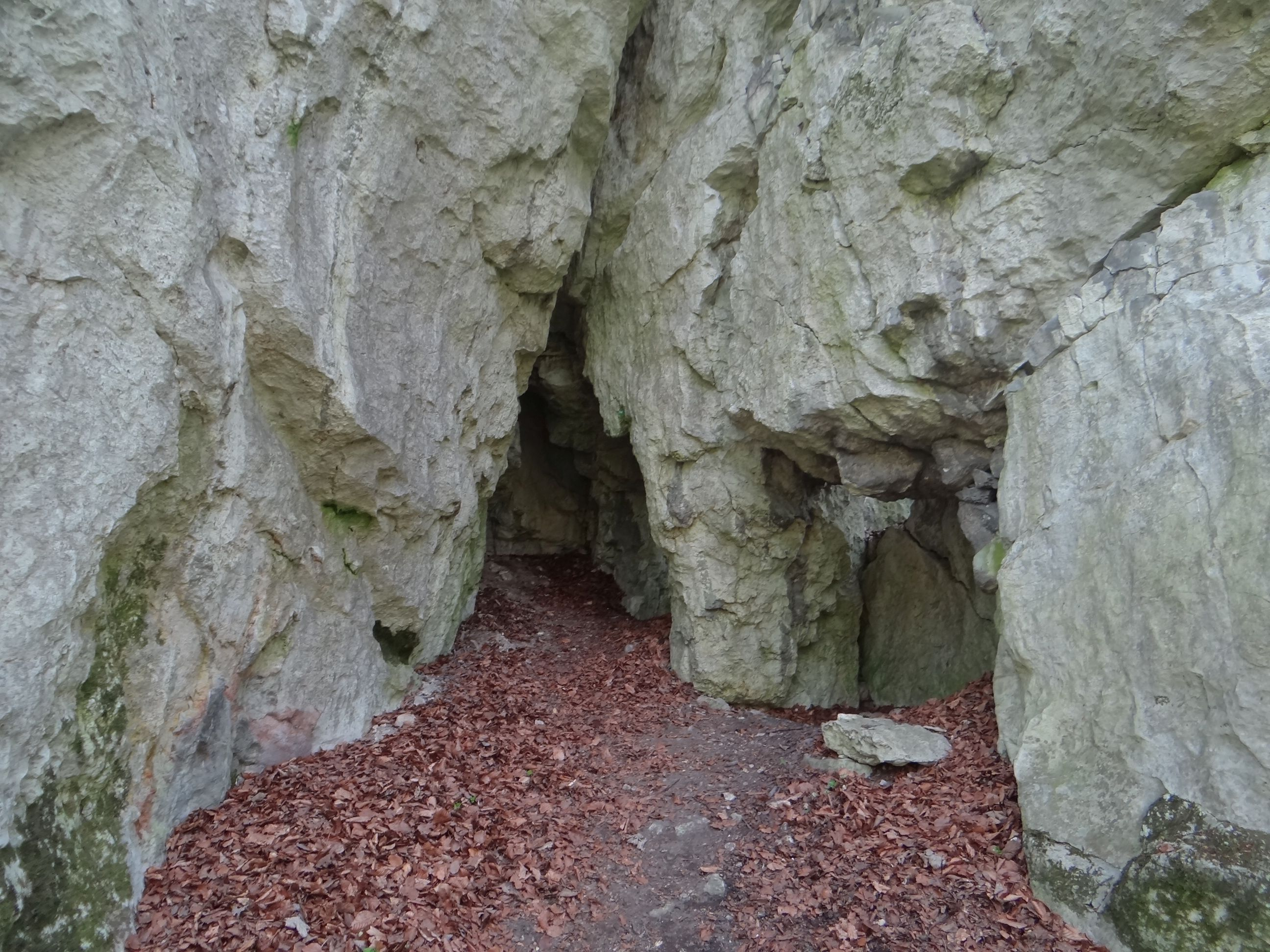

## Historia poznania
Jaskinię po raz pierwszy opisał M. Szelerewicz w roku 1990, w dokumentacji dla Zarządu Zespołu Jurajskich Parków Krajobrazowych. Nadał jej nazwę Schronisko przy Wielkim Okapie. On też opracował plan górnego i środkowego piętra. W latach 1992–2001 grupa grotołazów z Bielska-Białej przekopała szczelinę u podstawy komina, dzięki czemu możliwe stało się odkrycie i eksploracja dolnego piętra jaskini. T. Gajda w 2001 r. opisał je i uzupełnił plan jaskini o dolne piętro.
Jaskinia jest geostanowiskiem z elementami rzeźby skalnej (formy denudacyjne). Znajduje się w Centralnym Rejestrze Geostanowisk Polski. Nie jest udostępniona do zwiedzania.